# Lettország a 2010. évi téli olimpiai játékokon

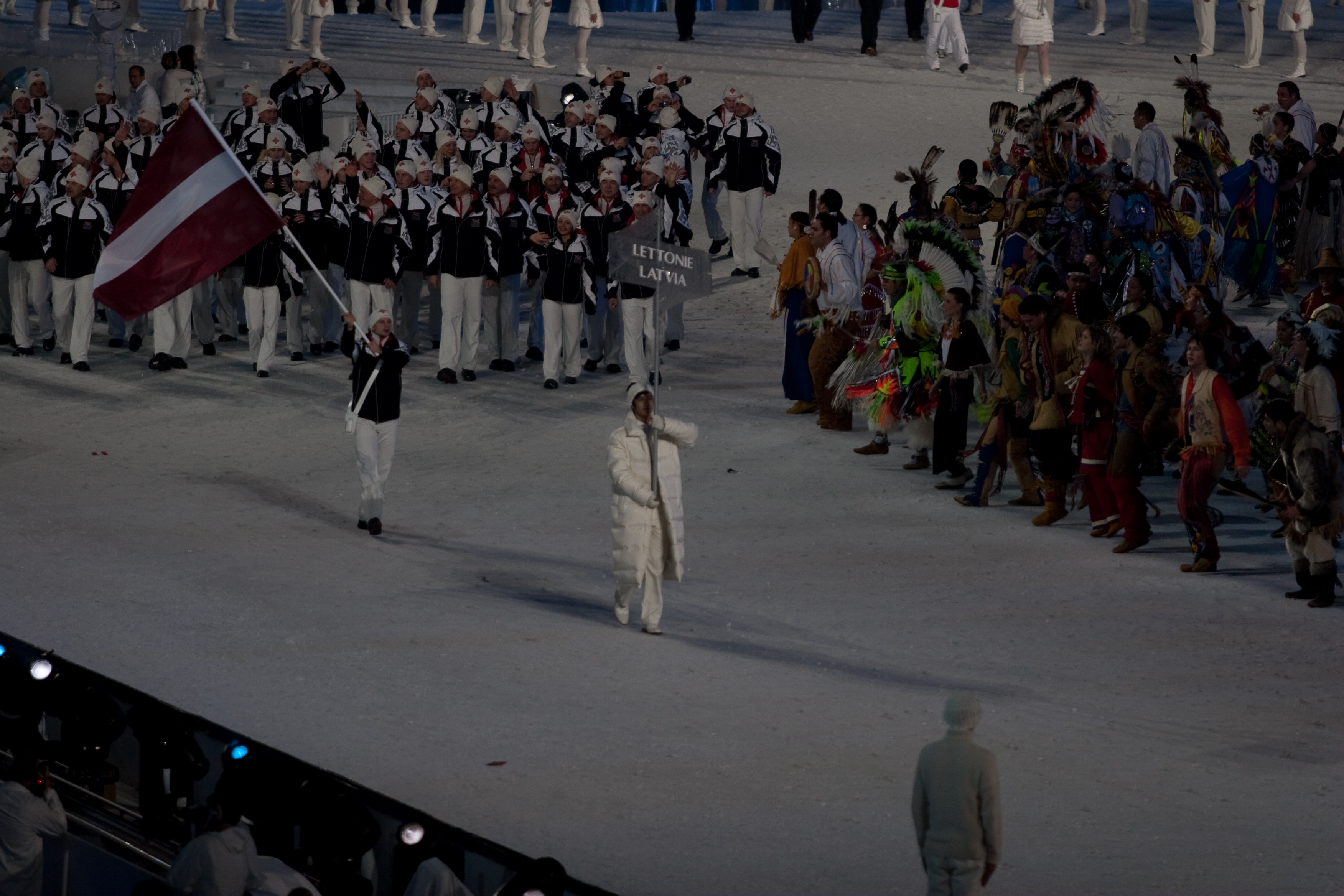
Lettország olimpiai küldöttsége a megnyitón

Lettország a kanadai Vancouverben megrendezett 2010. évi téli olimpiai játékok egyik részt vevő nemzete volt. Az országot az olimpián 9 sportágban 53 sportoló képviselte, akik összesen 2 érmet szereztek.

## Érmesek
| Érem  | Versenyző              | Sportág   | Versenyszám |
| ----- | ---------------------- | --------- | ----------- |
| Ezüst | Andris Šics Juris Šics | Szánkó    | Kettes      |
| Ezüst | Martins Dukurs         | Szkeleton | Férfi       |

## Alpesisí
Férfi
| Versenyző          | Versenyszám      | 1. futam | 1. futam | 2. futam | 2. futam | Összesítés | Összesítés |
| Versenyző          | Versenyszám      | Idő      | Hely.    | Idő      | Hely.    | Idő        | Helyezés   |
| ------------------ | ---------------- | -------- | -------- | -------- | -------- | ---------- | ---------- |
| Roberts Rode       | Lesiklás         |          |          |          |          | 2:03,36    | 58.        |
| Kristaps Zvejnieks | Műlesiklás       | 53,82    | 41.      | 57,47    | 36.      | 1:51,29    | 37.        |
| Kristaps Zvejnieks | Óriás-műlesiklás | 1:28,29  | 71.      | 1:30,33  | 61.      | 2:58,62    | 62.        |

| Versenyző    | Versenyszám | Lesiklás      | Lesiklás      | Műlesiklás | Műlesiklás | Összesítés | Összesítés |
| Versenyző    | Versenyszám | Idő           | Hely.         | Idő        | Hely.      | Idő        | Helyezés   |
| ------------ | ----------- | ------------- | ------------- | ---------- | ---------- | ---------- | ---------- |
| Roberts Rode | Összetett   | nem ért célba | nem ért célba | kiesett    | kiesett    | kiesett    | kiesett    |

Női
| Versenyző       | Versenyszám      | 1. futam | 1. futam | 2. futam | 2. futam | Összesítés | Összesítés |
| Versenyző       | Versenyszám      | Idő      | Hely.    | Idő      | Hely.    | Idő        | Helyezés   |
| --------------- | ---------------- | -------- | -------- | -------- | -------- | ---------- | ---------- |
| Liene Fimbauere | Műlesiklás       | 1:00,30  | 62.      | 1:01,81  | 50.      | 2:02,11    | 49.        |
| Liene Fimbauere | Óriás-műlesiklás | 1:25,16  | 58.      | 1:21,77  | 51.      | 2:46,93    | 51.        |

## Biatlon
Férfi
| Versenyző                                                           | Versenyszám           | Lövőhiba     | Időeredmény | Helyezés |
| ------------------------------------------------------------------- | --------------------- | ------------ | ----------- | -------- |
| Ilmārs Bricis                                                       | 10 km sprint          | 2 (1+1)      | 25:41,3     | 14.      |
| Ilmārs Bricis                                                       | 12,5 km üldözőverseny | 4 (0+0+2+2)  | 36:14,9     | 32.      |
| Ilmārs Bricis                                                       | 20 km egyéni          | 6 (3+1+1+1)  | 56:33,9     | 74.      |
| Kaspars Dumbris                                                     | 20 km egyéni          | 5 (2+0+2+1)  | 56:30,1     | 73.      |
| Kristaps Lībietis                                                   | 10 km sprint          | 1 (1+0)      | 27:32,5     | 64.      |
| Kristaps Lībietis                                                   | 20 km egyéni          | 3 (2+0+1+0)  | 56:02,4     | 70.      |
| Edgars Piksons                                                      | 10 km sprint          | 2 (1+1)      | 28:23,0     | 78.      |
| Edgars Piksons                                                      | 20 km egyéni          | 2 (1+1+0+0)  | 52:52,5     | 37.      |
| Andrejs Rastorgujevs                                                | 10 km sprint          | 3 (2+1)      | 27:05,3     | 50.      |
| Andrejs Rastorgujevs                                                | 20 km egyéni          | 9 (2+2+3+2)  | 41:35,9     | 58.      |
| Edgars Piksons Ilmārs Bricis Andrejs Rastorgujevs Kristaps Lībietis | 4 × 7,5 km váltó      | 23 (5+8 2+8) | 1:35:15,5   | 19.      |

Női
| Versenyző                                              | Versenyszám         | Lövőhiba     | Időeredmény | Helyezés |
| ------------------------------------------------------ | ------------------- | ------------ | ----------- | -------- |
| Līga Glāzere                                           | 7,5 km sprint       | 1 (0+1)      | 22:47,7     | 69.      |
| Līga Glāzere                                           | 15 km egyéni        | 5 (3+0+1+1)  | 50:20,3     | 78.      |
| Žanna Juškāne                                          | 7,5 km sprint       | 3 (1+2)      | 23:32,4     | 79.      |
| Žanna Juškāne                                          | 15 km egyéni        | 7 (3+1+1+2)  | 53:36,4     | 84.      |
| Gerda Krūmiņa                                          | 7,5 km sprint       | 1 (0+1)      | 22:09,3     | 48.      |
| Gerda Krūmiņa                                          | 10 km üldözőverseny | 3 (0+0+2+1)  | 34:02,6     | 57.      |
| Gerda Krūmiņa                                          | 15 km egyéni        | 4 (0+3+1+0)  | 48:00,1     | 69.      |
| Madara Līduma                                          | 7,5 km sprint       | 4 (2+2)      | 22:23,8     | 57.      |
| Madara Līduma                                          | 10 km üldözőverseny | 4 (0+2+1+1)  | 37:58,7     | 38.      |
| Madara Līduma                                          | 15 km egyéni        | 6 (0+3+1+2)  | 47:30,2     | 67       |
| Žanna Juškāne Madara Līduma Līga Glāzere Gerda Krūmiņa | 4 × 6 km váltó      | 16 (2+5 2+7) | 1:18:56,2   | 19.      |

## Bob
Férfi
| Versenyző                                                       | Versenyszám | 1. futam | 1. futam | 2. futam | 2. futam | 3. futam | 3. futam | 4. futam | 4. futam | Összesítés | Összesítés |
| Versenyző                                                       | Versenyszám | Idő      | Hely.    | Idő      | Hely.    | Idő      | Hely.    | Idő      | Hely.    | Idő        | Helyezés   |
| --------------------------------------------------------------- | ----------- | -------- | -------- | -------- | -------- | -------- | -------- | -------- | -------- | ---------- | ---------- |
| Edgars Maskalāns Raivis Broks                                   | Kettes      | 52,16    | 9.       | 52,32    | 7.       | 52,17    | 9.       | 52,43    | 11.*     | 3:29,08    | 8.         |
| Edgars Maskalāns Pāvels Tulubjevs Raivis Broks Mihails Arhipovs | Négyes      | 51,60    | 14.      | 51,42    | 11.*     | 51,85    | 12.      | 51,78    | 10.      | 3:26,65    | 11.        |

* - egy másik csapattal azonos időt értek el

## Gyorskorcsolya
Férfi
| Versenyző      | Versenyszám | Eredmény | Helyezés |
| -------------- | ----------- | -------- | -------- |
| Haralds Silovs | 5000 m      | 6:35,69  | 20.      |

## Jégkorong

### Férfi
| Lett nemzeti férfi jégkorongcsapat-játékoskeret | Lett nemzeti férfi jégkorongcsapat-játékoskeret | Lett nemzeti férfi jégkorongcsapat-játékoskeret | Lett nemzeti férfi jégkorongcsapat-játékoskeret | Lett nemzeti férfi jégkorongcsapat-játékoskeret | Lett nemzeti férfi jégkorongcsapat-játékoskeret | Lett nemzeti férfi jégkorongcsapat-játékoskeret |
| #                                               | Név                                             | Poszt                                           | Magasság                                        | Súly                                            | Kor                                             | Klub                                            |
| ----------------------------------------------- | ----------------------------------------------- | ----------------------------------------------- | ----------------------------------------------- | ----------------------------------------------- | ----------------------------------------------- | ----------------------------------------------- |
| 1                                               | Ervīns Muštukovs                                | K                                               | 184 cm                                          | 75 kg                                           | 1984. április 7. (25 évesen)                    | Dinamo-Juniors Riga                             |
| 30                                              | Sergejs Naumovs                                 | K                                               | 178 cm                                          | 78 kg                                           | 1969. április 4. (40 évesen)                    | Dinamo Riga                                     |
| 31                                              | Edgars Masaļskis                                | K                                               | 177 cm                                          | 75 kg                                           | 1980. március 31. (29 évesen)                   | Dinamo Riga                                     |
| 2                                               | Rodrigo Laviņš                                  | V                                               | 178 cm                                          | 85 kg                                           | 1974. augusztus 3. (35 évesen)                  | Dinamo Riga                                     |
| 3                                               | Arvīds Reķis                                    | V                                               | 180 cm                                          | 90 kg                                           | 1979. január 1. (31 évesen)                     | Grizzly Adams Wolfsburg                         |
| 7                                               | Kārlis Skrastiņš C                              | V                                               | 188 cm                                          | 93 kg                                           | 1974. július 9. (35 évesen)                     | Dallas Stars                                    |
| 8                                               | Oskars Bārtulis                                 | V                                               | 188 cm                                          | 92 kg                                           | 1987. január 21. (23 évesen)                    | Philadelphia Flyers                             |
| 11                                              | Kristaps Sotnieks                               | V                                               | 180 cm                                          | 80 kg                                           | 1987. január 29. (23 évesen)                    | Dinamo Riga                                     |
| 13                                              | Guntis Galviņš                                  | V                                               | 186 cm                                          | 87 kg                                           | 1986. január 25. (24 évesen)                    | Dinamo Riga                                     |
| 26                                              | Krišjānis Rēdlihs                               | V                                               | 189 cm                                          | 80 kg                                           | 1981. január 15. (29 évesen)                    | Dinamo Riga                                     |
| 71                                              | Georgijs Pujacs                                 | V                                               | 185 cm                                          | 95 kg                                           | 1981. június 11. (28 évesen)                    | Sibir Novosibirsk                               |
| 5                                               | Jānis Sprukts                                   | T                                               | 190 cm                                          | 104 kg                                          | 1982. január 31. (28 évesen)                    | Dinamo Riga                                     |
| 9                                               | Mārtiņš Karsums                                 | T                                               | 178 cm                                          | 90 kg                                           | 1986. február 26. (23 évesen)                   | Dinamo Riga                                     |
| 10                                              | Lauris Dārziņš                                  | T                                               | 190 cm                                          | 90 kg                                           | 1985. január 28. (25 évesen)                    | Dinamo Riga                                     |
| 12                                              | Herberts Vasiļjevs A                            | T                                               | 181 cm                                          | 80 kg                                           | 1976. május 23. (33 évesen)                     | Krefeld Pinguine                                |
| 16                                              | Kaspars Daugaviņš                               | T                                               | 183 cm                                          | 93 kg                                           | 1988. május 18. (21 évesen)                     | Binghamton Senators                             |
| 17                                              | Aleksandrs Ņiživijs A                           | T                                               | 177 cm                                          | 77 kg                                           | 1976. szeptember 16. (33 évesen)                | Dinamo Riga                                     |
| 21                                              | Armands Bērziņš                                 | T                                               | 192 cm                                          | 90 kg                                           | 1983. december 27. (26 évesen)                  | Dinamo Riga                                     |
| 24                                              | Miķelis Rēdlihs                                 | T                                               | 180 cm                                          | 80 kg                                           | 1984. július 1. (25 évesen)                     | Dinamo Riga                                     |
| 47                                              | Mārtiņš Cipulis                                 | T                                               | 180 cm                                          | 81 kg                                           | 1980. november 29. (29 évesen)                  | Dinamo Riga                                     |
| 75                                              | Ģirts Ankipāns                                  | T                                               | 183 cm                                          | 83 kg                                           | 1975. november 29. (34 évesen)                  | Dinamo Riga                                     |
| 87                                              | Gints Meija                                     | T                                               | 183 cm                                          | 80 kg                                           | 1987. szeptember 4. (22 évesen)                 | Dinamo Riga                                     |
| 88                                              | Aleksejs Širokovs                               | T                                               | 182 cm                                          | 86 kg                                           | 1981. február 20. (28 évesen)                   | Amur Khabarovsk                                 |
| Vezetőedző: Oļegs Znaroks                       | Vezetőedző: Oļegs Znaroks                       | Vezetőedző: Oļegs Znaroks                       | Vezetőedző: Oļegs Znaroks                       | Vezetőedző: Oļegs Znaroks                       | 1963. január 2. (47 évesen)                     | 1963. január 2. (47 évesen)                     |

- Posztok rövidítései: K – Kapus, V – Védő, T – Támadó
- Kor: 2010. február 16-i kora

#### Eredmények
Csoportkör
B csoport
| Csapat            | M | Gy | HGy | HV | V | G+ | G- | Gk  | P |
| ----------------- | - | -- | --- | -- | - | -- | -- | --- | - |
| Oroszország (RUS) | 3 | 2  | 0   | 1  | 0 | 13 | 6  | +7  | 7 |
| Csehország (CZE)  | 3 | 2  | 0   | 0  | 1 | 10 | 7  | +3  | 6 |
| Szlovákia (SVK)   | 3 | 1  | 1   | 0  | 1 | 9  | 4  | +5  | 5 |
| Lettország (LAT)  | 3 | 0  | 0   | 0  | 3 | 4  | 19 | –15 | 0 |

| 2010. február 16. 21:00 | Oroszország (RUS) | 8–2 (3–0, 1–0, 4–2) | Lettország (LAT) | Canada Hockey Place, Vancouver Nézőszám: 16 862 |

| Jegyzőkönyv | Jegyzőkönyv       | Jegyzőkönyv                           | Jegyzőkönyv      | Jegyzőkönyv                                  |
| --- | ----------------- | ------------------------------------- | ---------------- | -------------------------------------------- |
| | Jevgenyij Nabokov | Kapusok                               | Edgars Masaļskis | Játékvezetők: Dennis LaRue Marcus Vinnerborg |
| \| Zaripov (Fjodorov, Nyikulin) – 02:38 \| 1–0 \| \| \| Radulov (Fjodorov, Kalinyin) – 07:46 \| 2–0 \| \| \| Ovecskin (Szjomin) – 19:25 \| 3–0 \| \| \| Malkin (Afinogenov, Kovalcsuk) (PP) – 38:18 \| 4–0 \| \| \| \| 4–1 \| 40:33 – Vasiļjevs (Ņiživijs, Cipulis) \| \| Ovecskin (Dacjuk) – 40:59 \| 5–1 \| \| \| Zaripov (Zinovjev) – 41:30 \| 6–1 \| \| \| Kovalcsuk (Malkin, Tyutyin) – 43:04 \| 7–1 \| \| \| \| 7–2 \| 43:35 – Ankipāns (Sprukts, Karsums) \| \| Morozov (Markov) – 58:57 \| 8–2 \| \| |                   |                                       |                  | Játékvezetők: Dennis LaRue Marcus Vinnerborg |
| 10 perc | Büntetések        | 16 perc                               |                  | Játékvezetők: Dennis LaRue Marcus Vinnerborg |
| 45 | Lövések           | 20                                    |                  | Játékvezetők: Dennis LaRue Marcus Vinnerborg |
| Zaripov (Fjodorov, Nyikulin) – 02:38 | 1–0               |                                       |                  | Játékvezetők: Dennis LaRue Marcus Vinnerborg |
| Radulov (Fjodorov, Kalinyin) – 07:46 | 2–0               |                                       |                  | Játékvezetők: Dennis LaRue Marcus Vinnerborg |
| Ovecskin (Szjomin) – 19:25 | 3–0               |                                       |                  | Játékvezetők: Dennis LaRue Marcus Vinnerborg |
| Malkin (Afinogenov, Kovalcsuk) (PP) – 38:18 | 4–0               |                                       |                  |                                              |
| | 4–1               | 40:33 – Vasiļjevs (Ņiživijs, Cipulis) |                  |                                              |
| Ovecskin (Dacjuk) – 40:59 | 5–1               |                                       |                  |                                              |
| Zaripov (Zinovjev) – 41:30 | 6–1               |                                       |                  |                                              |
| Kovalcsuk (Malkin, Tyutyin) – 43:04 | 7–1               |                                       |                  |                                              |
| | 7–2               | 43:35 – Ankipāns (Sprukts, Karsums)   |                  |                                              |
| Morozov (Markov) – 58:57 | 8–2               |                                       |                  |                                              |

| 2010. február 19. 16:30 | Csehország (CZE) | 5–2 (3–0, 1–2, 1–0) | Lettország (LAT) | Canada Hockey Place, Vancouver Nézőszám: 16 984 |

| Jegyzőkönyv | Jegyzőkönyv  | Jegyzőkönyv                             | Jegyzőkönyv      | Jegyzőkönyv                                |
| --- | ------------ | --------------------------------------- | ---------------- | ------------------------------------------ |
| | Tomáš Vokoun | Kapusok                                 | Edgars Masaļskis | Játékvezetők: Jyri Rönn Christopher Rooney |
| \| Krejčí (Erat, Fleischmann) – 02:30 \| 1–0 \| \| \| M. Michálek (Plekanec, Židlický) – 03:33 \| 2–0 \| \| \| Jágr (Židlický, Kaberle) (PP) – 05:07 \| 3–0 \| \| \| Kaberle (Eliáš, Židlický) (PP) – 26:33 \| 4–0 \| \| \| \| 4–1 \| 35:30 – Sotnieks (Vasiļjevs) \| \| \| 4–2 \| 38:26 – Ankipāns (Karsums, Pujacs) (PP) \| \| Eliáš (SH) (EN) – 59:42 \| 5–2 \| \| |              |                                         |                  | Játékvezetők: Jyri Rönn Christopher Rooney |
| 10 perc | Büntetések   | 26 perc                                 |                  | Játékvezetők: Jyri Rönn Christopher Rooney |
| 39 | Lövések      | 18                                      |                  | Játékvezetők: Jyri Rönn Christopher Rooney |
| Krejčí (Erat, Fleischmann) – 02:30 | 1–0          |                                         |                  | Játékvezetők: Jyri Rönn Christopher Rooney |
| M. Michálek (Plekanec, Židlický) – 03:33 | 2–0          |                                         |                  | Játékvezetők: Jyri Rönn Christopher Rooney |
| Jágr (Židlický, Kaberle) (PP) – 05:07 | 3–0          |                                         |                  | Játékvezetők: Jyri Rönn Christopher Rooney |
| Kaberle (Eliáš, Židlický) (PP) – 26:33 | 4–0          |                                         |                  |                                            |
| | 4–1          | 35:30 – Sotnieks (Vasiļjevs)            |                  |                                            |
| | 4–2          | 38:26 – Ankipāns (Karsums, Pujacs) (PP) |                  |                                            |
| Eliáš (SH) (EN) – 59:42 | 5–2          |                                         |                  |                                            |

| 2010. február 20. 16:30 | Lettország (LAT) | 0–6 (0–3, 0–2, 0–1) | Szlovákia (SVK) | Canada Hockey Place, Vancouver Nézőszám: 17 023 |

| Jegyzőkönyv | Jegyzőkönyv      | Jegyzőkönyv                              | Jegyzőkönyv    | Jegyzőkönyv                                    |
| --- | ---------------- | ---------------------------------------- | -------------- | ---------------------------------------------- |
| | Edgars Masaļskis | Kapusok                                  | Jaroslav Halák | Játékvezetők: Dan O’Halloran Marcus Vinnerborg |
| \| \| 0–1 \| 02:44 – Višňovský (Stümpel, Zedník) (PP) \| \| \| 0–2 \| 09:11 – Zedník (Handzuš, Bartečko) \| \| \| 0–3 \| 17:08 – Stümpel (Pálffy) \| \| \| 0–4 \| 21:07 – Mari. Hossa (Stümpel) (PP) \| \| \| 0–5 \| 22:20 – Handzuš \| \| \| 0–6 \| 57:20 – Baranka (Handzuš, Štrbák) \| |                  |                                          |                | Játékvezetők: Dan O’Halloran Marcus Vinnerborg |
| 6 perc | Büntetések       | 8 perc                                   |                | Játékvezetők: Dan O’Halloran Marcus Vinnerborg |
| 21 | Lövések          | 37                                       |                | Játékvezetők: Dan O’Halloran Marcus Vinnerborg |
| | 0–1              | 02:44 – Višňovský (Stümpel, Zedník) (PP) |                | Játékvezetők: Dan O’Halloran Marcus Vinnerborg |
| | 0–2              | 09:11 – Zedník (Handzuš, Bartečko)       |                | Játékvezetők: Dan O’Halloran Marcus Vinnerborg |
| | 0–3              | 17:08 – Stümpel (Pálffy)                 |                | Játékvezetők: Dan O’Halloran Marcus Vinnerborg |
| | 0–4              | 21:07 – Mari. Hossa (Stümpel) (PP)       |                |                                                |
| | 0–5              | 22:20 – Handzuš                          |                |                                                |
| | 0–6              | 57:20 – Baranka (Handzuš, Štrbák)        |                |                                                |

Rájátszás a negyeddöntőbe jutásért
| 2010. február 23. 19:00 | Csehország (CZE) | 3–2 (h.u.) (2–0, 0–0, 0–2) (h.u.: 1–0) | Lettország (LAT) | UBC Winter Sports Centre, Vancouver Nézőszám: 5448 |

| Jegyzőkönyv | Jegyzőkönyv  | Jegyzőkönyv                            | Jegyzőkönyv      | Jegyzőkönyv                              |
| --- | ------------ | -------------------------------------- | ---------------- | ---------------------------------------- |
| | Tomáš Vokoun | Kapusok                                | Edgars Masaļskis | Játékvezetők: Bill McCreary Brent Reiber |
| \| Rolinek (Kuba, Havlát) (PP) – 05:52 \| 1–0 \| \| \| Fleischmann (Krejčí, Červenka) – 11:06 \| 2–0 \| \| \| \| 2–1 \| 52:02 – Cipulis (Ņiživijs, K. Rēdlihs) \| \| \| 2–2 \| 56:19 – M. Rēdlihs (Bērziņš, Dārziņš) \| \| Krejčí (Fleischmann) – 65:10 \| 3–2 \| \| |              |                                        |                  | Játékvezetők: Bill McCreary Brent Reiber |
| 10 perc | Büntetések   | 10 perc                                |                  | Játékvezetők: Bill McCreary Brent Reiber |
| 50 | Lövések      | 26                                     |                  | Játékvezetők: Bill McCreary Brent Reiber |
| Rolinek (Kuba, Havlát) (PP) – 05:52 | 1–0          |                                        |                  | Játékvezetők: Bill McCreary Brent Reiber |
| Fleischmann (Krejčí, Červenka) – 11:06 | 2–0          |                                        |                  | Játékvezetők: Bill McCreary Brent Reiber |
| | 2–1          | 52:02 – Cipulis (Ņiživijs, K. Rēdlihs) |                  | Játékvezetők: Bill McCreary Brent Reiber |
| | 2–2          | 56:19 – M. Rēdlihs (Bērziņš, Dārziņš)  |                  |                                          |
| Krejčí (Fleischmann) – 65:10 | 3–2          |                                        |                  |                                          |

| Csapat           | Helyezés |
| ---------------- | -------- |
| Lettország (LAT) | 12.      |

## Rövidpályás gyorskorcsolya
Férfi
| Versenyző      | Versenyszám | Előfutam | Előfutam | Negyeddöntő | Negyeddöntő | Elődöntő | Elődöntő | B döntő  | B döntő | Döntő   | Döntő   | Helyezés |
| Versenyző      | Versenyszám | Idő      | Hely.    | Idő         | Hely.       | Idő      | Hely.    | Idő      | Hely.   | Idő     | Hely.   | Helyezés |
| -------------- | ----------- | -------- | -------- | ----------- | ----------- | -------- | -------- | -------- | ------- | ------- | ------- | -------- |
| Haralds Silovs | 500 m       | 41,673   | 2.       | 41,837      | 3.          | kiesett  | kiesett  | kiesett  | kiesett | kiesett | kiesett | 12.      |
| Haralds Silovs | 1000 m      | 1:25,951 | 2.       | 1:50,292    | 4.          | kiesett  | kiesett  | kiesett  | kiesett | kiesett | kiesett | 14.      |
| Haralds Silovs | 1500 m      |          |          | 2:14,900    | 2.          | 2:14,009 | 4.       | 2:19,435 | 4.      |         |         | 10.      |

## Sífutás
Férfi
| Versenyző     | Versenyszám | Selejtező | Selejtező | Negyeddöntő | Negyeddöntő | Elődöntő | Elődöntő | Döntő      | Döntő    |
| Versenyző     | Versenyszám | Idő       | Hely.     | Idő         | Hely.       | Idő      | Hely.    | Idő        | Helyezés |
| ------------- | ----------- | --------- | --------- | ----------- | ----------- | -------- | -------- | ---------- | -------- |
| Jānis Paipals | Sprint      | 4:04,48   | 62.       | kiesett     | kiesett     | kiesett  | kiesett  | kiesett    | 62.      |
| Jānis Paipals | 15 km       |           |           |             |             |          |          | 38:18,0    | 72.      |
| Jānis Paipals | 30 km       |           |           |             |             |          |          | lekörözték | 54.      |

Női
| Versenyző   | Versenyszám | Eredmény | Helyezés |
| ----------- | ----------- | -------- | -------- |
| Anete Brice | 10 km       | 30:51,8  | 69.      |

## Szánkó
| Versenyző                          | Versenyszám | 1. futam | 1. futam | 2. futam | 2. futam | 3. futam | 3. futam | 4. futam | 4. futam | Összesítés | Összesítés |
| Versenyző                          | Versenyszám | Idő      | Hely.    | Idő      | Hely.    | Idő      | Hely.    | Idő      | Hely.    | Idő        | Helyezés   |
| ---------------------------------- | ----------- | -------- | -------- | -------- | -------- | -------- | -------- | -------- | -------- | ---------- | ---------- |
| Inārs Kivlenieks                   | Férfi egyes | 48,960   | 18.      | 49,065   | 20.      | 49,259   | 15.*     | 48,920   | 20.      | 3:16,204   | 18.        |
| Guntis Rēķis                       | Férfi egyes | 49,275   | 25.      | 49,625   | 28.      | 49,476   | 25.      | 49,071   | 24.      | 3:17,447   | 26.        |
| Mārtiņš Rubenis                    | Férfi egyes | 48,818   | 13.      | 48,831   | 10.      | 49,210   | 12.      | 48,809   | 16.      | 3:15,668   | 11.        |
| Agnese Koklača                     | Női egyes   | 42,627   | 27.      | 42,334   | 23.      | 43,091   | 27.      | 42,336   | 17.      | 2:50,388   | 24.        |
| Anna Orlova                        | Női egyes   | 41,998   | 11.      | 41,947   | 14.      | 42,260   | 14.      | 42,100   | 13.      | 2:48,305   | 13.        |
| Maija Tīruma                       | Női egyes   | 41,773   | 4.       | 41,933   | 13.      | 42,012   | 9.       | 41,936   | 9.       | 2:47,654   | 9.         |
| Andris Šics Juris Šics             | Kettes      | 41,420   | 2.       | 41,549   | 3.       |          |          |          |          | 1:22,969   |            |
| Oskars Gudramovičs Pēteris Kalniņš | Kettes      | 41,982   | 12.      | 42,013   | 13.      |          |          |          |          | 1:23,995   | 12.        |

* - egy másik versenyzővel azonos időt ért el

## Szkeleton
| Versenyző      | Versenyszám | 1. futam | 1. futam | 2. futam | 2. futam | 3. futam | 3. futam | 4. futam | 4. futam | Összesítés | Összesítés |
| Versenyző      | Versenyszám | Idő      | Hely.    | Idő      | Hely.    | Idő      | Hely.    | Idő      | Hely.    | Idő        | Helyezés   |
| -------------- | ----------- | -------- | -------- | -------- | -------- | -------- | -------- | -------- | -------- | ---------- | ---------- |
| Martins Dukurs | Férfi       | 52,32    | 1.       | 52,59    | 2.       | 52,28    | 2.       | 52,61    | 2.       | 3:29,80    |            |
| Tomass Dukurs  | Férfi       | 52,94    | 8.       | 52,88    | 4.       | 52,62    | 6.       | 52,69    | 4.       | 3:31,13    | 4.         |